# Сондзя
Сондзя (пол. Sądzia) — село в Польщі, у гміні Влошаковиці Лещинського повіту Великопольського воєводства.
Населення — 236 осіб (2011).
У 1975-1998 роках село належало до Лешненського воєводства.

## Демографія
Демографічна структура станом на 31 березня 2011 року:
|          | Загалом | Допрацездатний вік | Працездатний вік | Постпрацездатний вік |
| -------- | ------- | ------------------ | ---------------- | -------------------- |
| Чоловіки | 117     | 29                 | 78               | 10                   |
| Жінки    | 119     | 34                 | 63               | 22                   |
| Разом    | 236     | 63                 | 141              | 32                   |